# Галерея «Коридор»

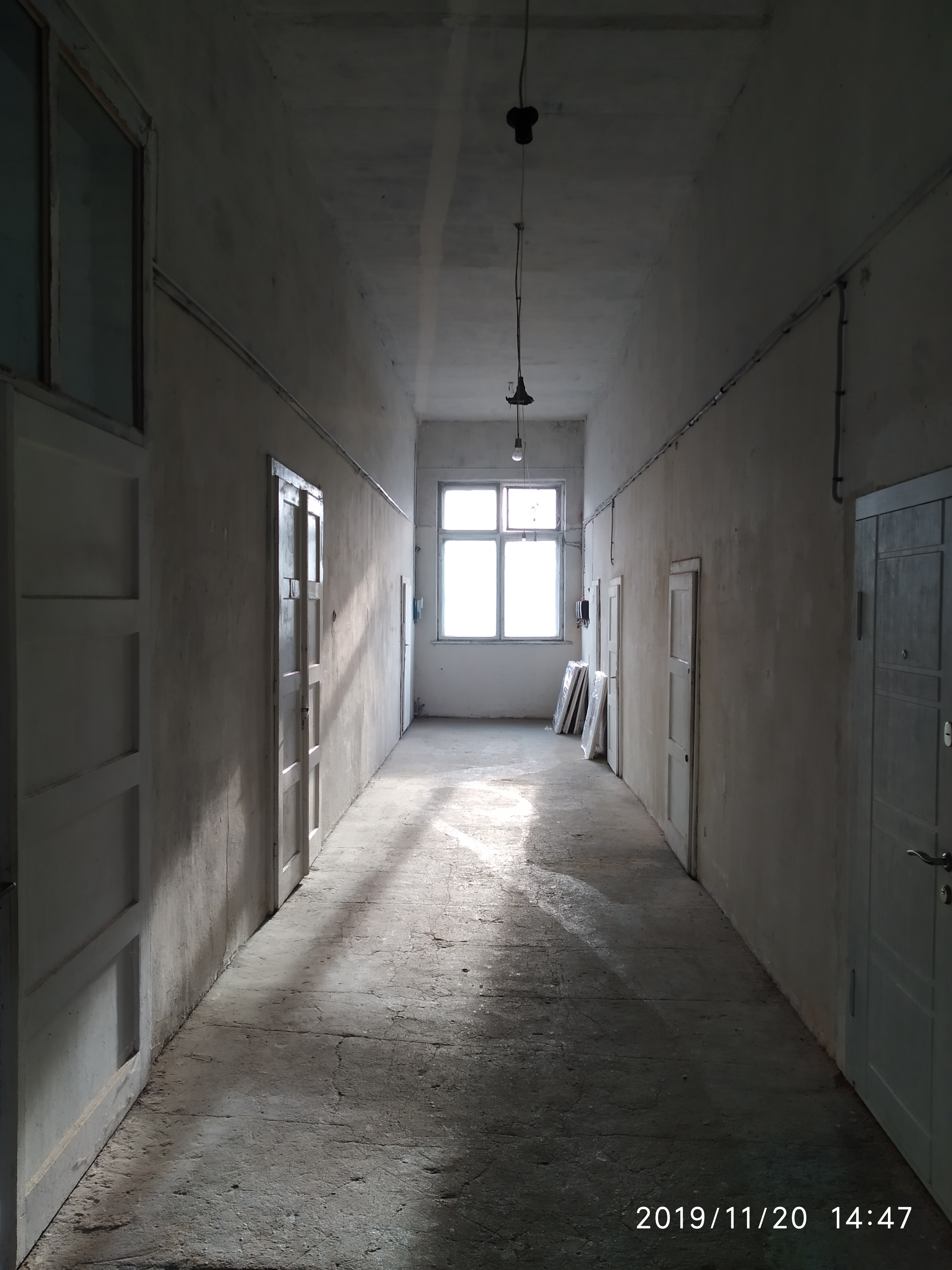

Неформальна мистецька галерея «Коридор» — художня галерея в Ужгороді, в приміщенні колишнього ужгородського художнього фонду.
На даний момент будівля та територія навколо неї перебуває у власності  Закарпатської організації Національної спілки художників України.

## Про галерею

#### Робота галереї

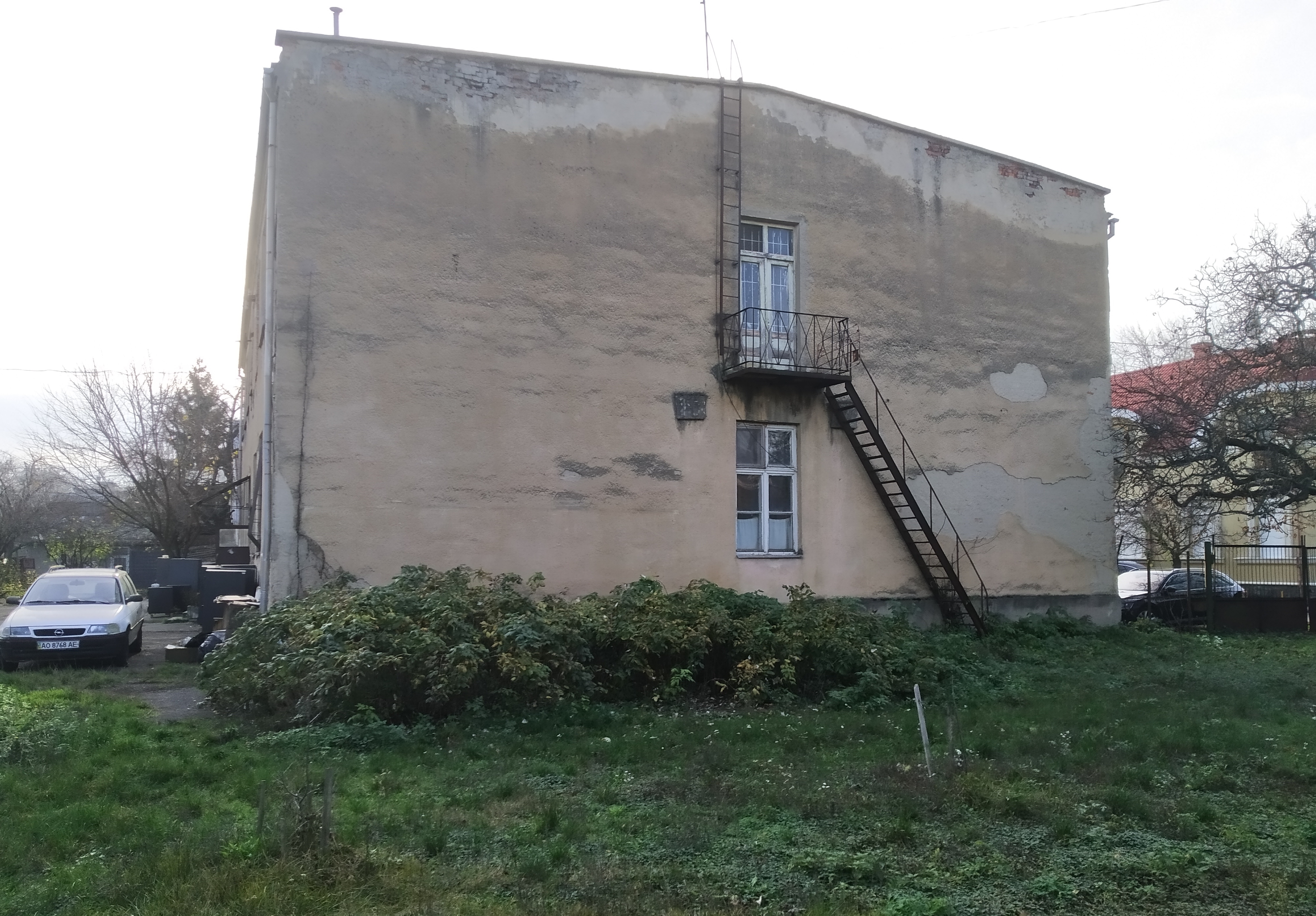

Галерея, як виставковий простір, працює тільки під час виставок, які відбуваються кілька разів на рік та тривають 3-5 днів. За час існування галереї у виставках та з перформансами в галереї взяли участь автори з України, Польщі, Німеччини, Великої Британії, Нідерландів, США.
Митці галереї Коридор брали участь у виставці «Ступінь залежності» (Вроцлав, 2016).
Галерея є однією з найстаріших нині чинних самоорганізованих мистецьких ініціатив в Україні.

## Проєкти та виставки у галереї "Коридор"

###### 2019
- "Групова виставка”, груповий проєкт авторства Томаша Гажлінскі та Вікторії Дорр, в рамах резиденції "Вибачте номерів немає"

###### 2018
- "НЕП", проєкт Ліки Волкової, в рамах резиденції "Вибачте, номерів немає"
- "М", персональна виставка Міши Педана, кураторка Анастасія Леонова, в рамках проєкту СлободаКульт
- "Життя, кохання, страх, духовність, смерть, воскресіння", проєктЕротАртФестивалю «Березневі коти», куратор Петро Ряска

###### 2017
- "Імпорт історія в історії художфонду” Артур Клозе, куратор Петро Ряска, в рамах резиденції "Вибачте, номерів немає"
- "Життя після життя", проєктЕротАртФестивалю «Березневі коти», куратор Петро Ряска
- Проєкт "Верифікат", куратор Леонід Троценко, в рамах резиденції "Вибачте, номерів немає"[5][6]
- "Site-specific art: путь к идентичности" Музею Сучасного Мистецтва Херсону [Архівовано 5 грудня 2020 у Wayback Machine.], Сергія Дяченко та Аліса Готт

###### 2016
- "ВАВКАЛАК", Воган Пілікян, резиденція «Вибачте номерів немає» в рамках програми Британської Ради в Україні SWAP: UK/Ukraine Artist Residence Programme
- "Книга", проєкт ЕротАртФестивалю «Березневі коти», куратори Петро Ряска, Руслан Тремба (ідея книги Руслан Тремба)  [7]
- "Ті самі місця", Відкрита група[8][9]
- "Barning Book Day", груповий проєкт в Музеї-майстені Павла Бедзира, куратор Марсель Онисько

###### 2015
- "I i II", куратор Аттіла Гажлінскі[8][10]
- "1000 KM VIEW", ВІдкрита група, кураторки Лізавета Герман, Марія Ланько, Ірина Леіфер
- “Жарт”, некуратор Петро Ряска

###### 2014
- "‘Без куратор", автор ідеї і організатор Петро Ряска[11]
- "Тимчасова виставка. Пропонований відрізок часу",  спільно з галереєю Детенпула, спів-без-куратор Петро Ряска
- "Добровільно-примусова дія" куратори Данило Ковач і Аттіла Гажлінскі[12]
- "Тимчасова виставка. Ситуація.", без-куратор Петро Ряска і Відкрита група
- "Тимчасова виставка. Причина наслідку", без-куратор Петро Ряска

###### 2013
- "Тимчасова виставка. Тимчасовість", без-куратор Петро Ряска
- "Тимчасова виставка. Тимчасовість", без-куратор Петро Ряска
- ’’Тимчасова виставка. Тимчасовість", без-куратор Петро Ряска[13][14]
- “Ноктюрни та мініатюри”, Кружка Есмарха разом з спеціальним гостем Вадимом Харабаруком та Михайлом Ходаничем, проєкт  в рамках ЕротАртФестивалю «Березневі коти»
- “Верховинський космос” (Вібрації верховини. Думка, що відчується. Сажа), персональний проєкт Петра Ряски

###### 2012
- "ІО 733 дерева. Боздоський парк" [15][16], проєкт  в рамках ЕротАртФестивалю «Березневі коти», куратори Антон Варга та Станіслав Туріна
- "Вивіска галереї "Коридор"", Відкрита група[17]

###### 2011
- Виставка фестивалю синтезу мистецтв «Екле IV»[16][18]

###### 2010
- Колективний проєкт "Покровці", куратор Павло Ковач (старший)[19]

###### 2009
- Девять жизней Джонни Вайсмюллера, Вадим Харабарук та Андрій Стегура [20]

###### 2008
- "Past Perfect", групова виставка [21]
- «P-311008», виставка групи Поптранс [21]

2006
- Виставка в рамках першого ЕротАртФестивалю "Березневі Коти"

###### 2002
- Акція "Портрет Бедзира", перша виставка в галереї "Коридор"

## Пам'ять проПавла Бедзира
Галерея є коридором між художніми майстернями, які належать спілці художників України. Заснована в 2003 році,відкрилась посмертною виставкою графічних творів Павла Бедзира, відомого представника ужгородського андеґраунду, чия майстерня була в приміщенні Художфонду.
В галереї «Коридор» та майстерні Павла Ковача-старшого, яка слугує майстернею-музеєм Павла Бедзира, де проводяться зустрічі з художниками, презентації проєктів, портфоліо, ревю та дискусії, події та виставки, пов'язані з діяльністю резиденції «Вибачте, вільних номерів немає»

В 2009 році в галереї вперше відбулось вручення премії Павла Бедзира — її отримав Роберт Саллер за твір «Ксенія». В 2011 лауреатом премії став Володимир Топій. В різні роки нею були нагороджені Антон Варга, Петро Ряска та Данило Ковач.
З майстерні, як місця зустрічі ужгородського художнього середовища  виросла галерея «Коридор». До  Павла Ковача старшого майстерня належала Павлу Бедзиру, в ній залишились його деякі особисті речі.